# کته هاک
کته هاک (آلمانی: Käthe Haack; ۱۱ اوت ۱۸۹۷ – ۵ مهٔ ۱۹۸۶) یک هنرپیشه اهل آلمان بود. وی بین سال‌های ۱۹۱۴ تا ۱۹۸۵ میلادی فعالیت می‌کرد.
از فیلم‌ها یا برنامه‌های تلویزیونی که وی در آن نقش داشته‌است می‌توان به عابر پیاده، مهرگیاه، ویلیام تل، دفیله اشاره کرد.